# Mark-V-Klasse
Die Autotransporter der Mark-V-Klasse der Reedereien Wilh. Wilhelmsen und Wallenius Lines sind die weltweit größten Schiffe ihrer Art (Stand: Oktober 2012).

## Einzelheiten
Die RoRo-Frachter wurden im Januar 2008 in einer Serie von vier Schiffen bei der japanischen Bauwerft Mitsubishi Heavy Industries in Nagasaki in Auftrag gegeben. Das Typschiff Tønsberg wurde 2009 mit der Baunummer 2262 auf Kiel gelegt. Am 2. Oktober 2010 wurde das Schiff zu Wasser gelassen und im März 2011 wurde die Tønsberg in Fahrt gesetzt. Es  folgte die baugleiche Parsifal für Wallenius. Danach kamen mit der Tysla für Wilhelmsen und der Salome für Wallenius bisher zwei nahezu baugleiche Schwesterschiffe mit einer jeweils um rund 2000 Tonnen größeren Tragfähigkeit als bei den ersten beiden Schiffen der Baureihe.
Betrieben werden die Schiffe auf rund 110 bis 120 Tage dauernden Reisen innerhalb eines weltumspannenden Transportnetzes von Wallenius Wilhelmsen Logistics. Der größte Teil der Ladung besteht aus Kraftfahrzeugen; daneben werden aber auch zahlreiche andere rollende Güter sowie Spezialladungen aller Art transportiert.
Die Schiffe verfügen über sechs feste und drei höhenverstellbare Decks, die durch elektrische Winden angehoben werden. Das Hauptdeck kann Lasten mit einer Höhe von bis zu 7,1 Metern aufnehmen. 
Am Heck befindet sich eine zwölf Meter breite Klapprampe mit einer Tragkraft von 505 Tonnen. Zum schnelleren Be- oder Entladen leichterer Fahrzeuge, wie etwa Pkw, gibt es zudem acht Meter breite Seitenrampen. Darüber hinaus verfügen die Schiffe über eine innere Rampe zum Wetterdeck, welches vorwiegend für den Transport von besonders schweren und sperriges Gütern ausgelegt ist.

## Die Schiffe (Auswahl)
| „Mark V“-Klasse                     | „Mark V“-Klasse | „Mark V“-Klasse | „Mark V“-Klasse | „Mark V“-Klasse  | „Mark V“-Klasse            |
| Bauname                             | Baunummer       | IMO-Nummer      | Ablieferung     | Auftraggeber     | Spätere Namen und Verbleib |
| ----------------------------------- | --------------- | --------------- | --------------- | ---------------- | -------------------------- |
| Tønsberg                            | 2262            | 9515383         | März 2011       | Wilh. Wilhelmsen | so in Fahrt                |
| Parsifal                            | 2263            | 9515395         | 26. August 2011 | Wallenius Lines  | so in Fahrt                |
| Tysla                               | 2264            | 9515400         | 26. Januar 2012 | Wilh. Wilhelmsen | so in Fahrt                |
| Salome                              | 2265            | 9515412         | 22. Juni 2012   | Wallenius Lines  | so in Fahrt                |
| Daten: Lloyd’s Register of Shipping |                 |                 |                 |                  |                            |